# 哈里斯 (明尼蘇達州)
哈里斯（英語：Harris）是一个美國城市，位於在明尼苏达州奇萨戈县。根據 2010年的人口普查，當地人口为1132人。

## 地理
根据美国人口普查局，该城市的总面积為20.06平方英里（51.96平方），其中，19.94平方英里（51.64平方）為陸地，0.12平方英里（0.31平方）為水域。